# ادی اسرافیلوف
ادی اسرافیلوف (انگلیسی: Eddy Israfilov؛ زادهٔ ۲ اوت ۱۹۹۲) بازیکن فوتبال اهل اسپانیا است.
از باشگاه‌هایی که در آن بازی کرده‌است می‌توان به باشگاه فوتبال رئال مورسیا، باشگاه فوتبال کوردوبا، باشگاه خیمناستیک تاراگونا، باشگاه فوتبال ایبار، باشگاه فوتبال کادیس، باشگاه فوتبال آ.ث. میلان، و باشگاه فوتبال گرانادا اشاره کرد.
وی همچنین در تیم ملی فوتبال جمهوری آذربایجان بازی کرده‌است.